# 戰地餘生
《戰地餘生》（英語：Into the Arms of Strangers: Stories of the Kindertransport，或譯《戰爭存亡錄》）是一部2000年由馬克·強納森·哈里斯編劇兼執導、黛博拉·歐本海默監製、並由茱蒂·丹契擔任旁白的紀錄片。本片聚焦於英國在二戰期間從納粹德國、奥地利、捷克斯洛伐克、但澤等地以列車、空運及海運方式將近一萬名猶太裔和其他族裔的兒童搶救至英國的救援行動「難民兒童運動」。這些「兒童」（Kinder）被帶到英國的寄養家庭和旅館，希望最終能與親生父母團聚，然而大多數的「兒童」自此之後再也沒有見過自己的家人。本片與美国大屠杀纪念博物馆合作出品，因此得以使用大量罕見的影像、照片、文物、以及來自「兒童」、救援人員、親生及寄養父母的證言等珍貴史料。本片於2001年由華納家庭錄影公司以DVD和VHS發行。
本片獲得了無數榮譽，包括獲得奧斯卡最佳紀錄片獎。2014年，本片因在「文化上、歷史上或美學上具重要意義」而被美國國會圖書館選入國家影片登記表保存。

## 採訪對象
本片採訪多名在難民兒童運動中的「兒童」們（採訪時年齡在60至70多歲）以及相關人士，回憶了他們的感受和經歷。這些受訪者包括：
- 洛琳·阿拉德（Lorraine Allard），「兒童」之一，來自德國福爾特。
- 蘿瑞·卡恩（Lory Cahn），「兒童」之一，來自德國布雷斯勞（現為波蘭的弗罗茨瓦夫）。
- 海蒂·愛普斯坦（Hedy Epstein），「兒童」之一，來自德國基彭海姆。
- 科特·福邱（Kurt Fuchel），「兒童」之一，來自奧地利維也納。
- 阿布拉斯查·喬布斯基（Abrascha Gorbulski），後改名亞歷山大·戈登（Alexander Gordon），「兒童」之一，來自德國汉堡。他也是英國航海歷史上最臭名昭著的「杜內拉號客輪（英语：HMT Dunera）」事件中的難民之一。戈登在1941年服役於英國陸軍，1948年以英國陸軍中士身份退役。
- 伊娃·海曼（Eva Hayman），「兒童」之一，來自捷克斯洛伐克切拉科維采（現屬捷克）。
- 傑克·哈爾曼（Jack Hellman），「兒童」之一，來自德國坦恩。
- 伯莎·萊弗頓（Bertha Leverton），「兒童」之一，來自德國慕尼黑。
- 烏蘇拉·羅森菲爾德（Ursula Rosenfeld），「兒童」之一，來自德國夸肯布吕克。
- 英格·薩丹（Inge Sadan），「兒童」之一，伯莎·萊弗頓的姊妹。
- 蘿爾·西格（Lore Segal），「兒童」之一，來自奧地利維也納。
- 羅伯特·舒格（Robert Sugar），「兒童」之一，來自奧地利維也納。
- 瑪麗雅姆·科恩（Mariam Cohen），科特·福邱的寄養母親。
- 芙蘭茲·格羅茲曼（Franzi Groszmann），大屠殺倖存者，蘿爾·西格的生母。
- 尼古拉斯·溫頓（Nicholas Winton），救援者。[6]
- 諾伯特·沃爾海姆（Norbert Wollheim），救援者，大屠殺倖存者。

## 評價
《戰地餘生》在影評匯總網站爛蕃茄上基於35條觀眾影評收獲了91%的好評率，平均評分為7.68/10，該網站對電影的評論家共識認為「雖然《戰地餘生》看起來只不過是電視上常看到的『會說話的人』式紀錄片，但它卻講述了一個令人心疼的故事」。Metacritic上根據25名評論家的評分給出了79/100分，達到「整體上好評」。本片有限的在最多18家電影院上映，票房收入為38萬2807美元。

## 外部連結
- 互联网电影数据库（IMDb）上《戰地餘生》的资料（英文）
- AllMovie上《戰地餘生》的资料（英文）
- 《戰地餘生》電影官方網站 （页面存档备份，存于）
- 美國大屠殺紀念博物館官網上關於難民兒童運動的頁面 （页面存档备份，存于）
- 監製人黛博拉·歐本海默的個人網站 （页面存档备份，存于）